# Direttiva CEE 93/42 sui dispositivi medici
La Direttiva CEE 93/42 sui dispositivi medici (abbreviata in DDM 93/42), pubblicata sulla GUCE nel giugno del 1993, è un documento che riporta i criteri generali da utilizzare nella progettazione e realizzazione di alcune categorie di dispositivi medici, vigente negli stati dell'Unione europea.
Essa impone l'obbligo della marcatura CE per la commercializzazione di tali dispositivi (DM); per ottenere il marchio CE occorre rispettare dei requisiti essenziali.

I requisiti citati nel documento «devono essere interpretati e applicati in modo da tener conto della tecnologia e delle pratiche esistenti nella fase di progettazione».
La DDM 93/42 è un documento di validità sovranazionale ed è stata recepita in Italia nel febbraio del 1997 con il Decreto Legislativo 24 febbraio 1997, n. 46 ("Attuazione della direttiva 93/42/CEE, concernente i dispositivi medici").
La DDM 93/42 è stata abrogata dal Regolamento (UE) 2017/745.

## Contenuto
La direttiva propone disposizioni per la certificazione dei DM che siano comuni a tutti gli Stati della Comunità Europea.
Negli anni precedenti, le disposizioni legislative e amministrative riguardanti le caratteristiche di sicurezza e funzionamento dei DM, le procedure di certificazione e controllo avevano, in generale, contenuto e campo di applicazione diverso in ciascuno Stato, perciò rappresentavano un ostacolo agli scambi interni alla Comunità.
La direttiva non è un elenco di prescrizioni, cioè non elenca tutte le regole per ciascun tipo di dispositivo; motivi principali di questa scelta:
- Le norme di tipo prescrittivo richiedono una revisione periodica; a causa del rapido progresso tecnologico di questi tempi in questo settore, le norme andrebbero riviste molto frequentemente (ogni 2 o 3 anni), cosa che comporterebbe delle spese elevate.
- Inoltre grazie al progresso possiamo disporre di una strumentazione molto ampia (già rispetto a qualche decennio fa) e in certi casi è possibile ottenere un dispositivo sicuro percorrendo strade differenti aventi la stessa validità: risulterebbe quasi impossibile prenderle in considerazione tutte.

Essa non sostituisce né si oppone alle direttive 80/836/Euratom e 84/466/Euratom riguardanti la progettazione e fabbricazione dei dispositivi che emettono radiazioni ionizzanti: per tali dispositivi vanno consultate tutte queste direttive.

### Definizioni
Nell'articolo 1 vengono date definizioni utili a facilitare la classificazione dei vari DM; tra le principali:
Dispositivo medico
«qualsiasi strumento, apparecchio, impianto, sostanza o altro prodotto, utilizzato da solo o in combinazione, compreso il software informatico impiegato per il corretto funzionamento e destinato dal fabbricante ad essere impiegato nell'uomo a scopo di:
- diagnosi, prevenzione, controllo, terapia o attenuazione di una malattia;
- diagnosi, controllo, terapia, attenuazione o compensazione di una ferita o di un handicap;
- studio, sostituzione o modifica dell'anatomia o di un processo fisiologico;
- intervento sul concepimento,

la cui azione principale voluta nel o sul corpo umano non sia conseguita con mezzi farmacologici né immunologici né mediante metabolismo, ma la cui funzione possa essere assistita da questi mezzi»
Destinato dal fabbricante è una precisazione importante: la destinazione d'uso serve a valutare la pericolosità del dispositivo (esistono dispositivi il cui grado di rischio varia a seconda di come sono usati).
Accessorio«prodotto destinato [...] ad essere utilizzato con un dispositivo per consentirne l'utilizzazione prevista dal fabbricante»
Tra le definizioni presenti nell'allegato IX:
Dispositivo invasivodispositivo che penetra totalmente o parzialmente nel corpo attraverso un orifizio o una superficie corporea
Orifizio del corpoqualsiasi apertura naturale del corpo (anche la superficie esterna del bulbo oculare, quindi le lenti a contatto sono un dispositivo invasivo) o artificiale e permanente (come uno stoma)
Dispositivo medico attivo«DM dipendente, per il suo funzionamento, da una fonte di energia elettrica o di altro tipo di energia, diversa da quella generata direttamente dal corpo umano o dalla gravità e che agisce convertendo tale energia. Un dispositivo medico destinato a trasmettere, senza modificazioni di rilievo, l'energia, le sostanze o altri elementi tra un dispositivo medico attivo e il paziente non è considerato un dispositivo medico attivo» (dall'allegato IX).

### Marcatura CE
Per poter mettere in commercio un DM occorre la marcatura CE. A tal scopo, l'articolo 11 descrive le procedure per la valutazione della conformità: a seconda della classe di appartenenza del dispositivo i controlli sono più o meno severi (si va da una semplice autocertificazione da parte del fabbricante, per i dispositivi di classe I, ai rigorosi controlli per le fasi di progettazione e fabbricazione, per i dispositivi di classe III).
Le valutazioni di conformità e la certificazione CE (tranne che per DM di classe I) sono affidate ad enti particolari chiamati organismi notificati.
Questi enti devono soddisfare criteri ben precisi (specificati nell'allegato XI), altrimenti perdono la competenza. Gli organismi notificati applicano norme armonizzate (norme riviste a livello europeo su cui ogni Stato ha espresso parere favorevole).
Se i controlli hanno esito positivo si procede alla marcatura CE: è obbligatorio applicarla su tutti i dispositivi (tranne sui dispositivi su misura, come gli occhiali da vista e le lenti a contatto, e poche altre eccezioni). In ogni caso il marchio va applicato sempre sulle istruzioni per l'uso.

### Allegato I: Requisiti essenziali
Nell'allegato I i requisiti che un DM deve rispettare ai fini della marcatura CE sono divisi in due sottocategorie:
- requisiti generali: riguardano disposizioni finalizzate alla sicurezza del paziente e degli utilizzatori del DM e a minimizzare i potenziali rischi
- requisiti relativi alla progettazione e alla costruzione:
  - Caratteristiche chimiche, fisiche e biologiche
  - Infezione e contaminazione microbica
  - Caratteristiche relative alla fabbricazione e all'ambiente
  - Dispositivi con funzione di misura
  - Protezione contro le radiazioni
  - Requisiti per i dispositivi medici collegati o dotati di una fonte di energia
  - Informazioni fornite dal fabbricante

### Allegato IX: Classificazione
Nella direttiva i DM vengono suddivisi in 4 classi. Le regole di classificazione tengono conto dei rischi potenziali legati alla fabbricazione e all'utilizzo di tali dispositivi.
Per ogni classe sono indicate specifiche prescrizioni:
- classe I: in linea di massima le procedure di valutazione della conformità possono essere svolte sotto la sola responsabilità del fabbricante (autocertificazione)
- classe IIa: un organismo notificato deve effettuare determinati controlli durante la fase di fabbricazione
- classi IIb e classe III: è necessario il controllo da parte di un organismo notificato sia nella fase di progettazione sia nella fase di fabbricazione dei DM (per la commercializzazione dei dispositivi della III classe occorre una esplicita autorizzazione di conformità preliminare)

L'allegato IX contiene le definizioni e le regole necessarie per assegnare la giusta classe al DM. Tra i principali criteri di scelta della classe ci sono:
- durata di impiego: 
  - temporanea (destinato a utilizzo < 60 minuti)
  - breve termine (destinato a utilizzo < 30 giorni)
  - lungo termine (destinato a utilizzo > 30 giorni)
- il dispositivo è invasivo?
- è un dispositivo medico attivo?
- agisce sul sistema nervoso? Sul sistema circolatorio?
- È un dispositivo terapeutico? È destinato alla diagnosi?

Per poter applicare correttamente le regole contenute nell'allegato, e quindi assegnare la giusta classe, occorre conoscere bene il dispositivo considerato (grado di invasività, destinazione e modalità d'uso, principio fisico di funzionamento…).

## Campo di applicazione
Sempre nell'articolo 1 è definito il campo di applicazione della direttiva: per esempio non sono soggetti alla 93/42:
- i dispositivi per diagnosi in vitro (non agiscono in modo diretto sul corpo umano, bensì su un campione prelevato da esso)
- i dispositivi impiantabili attivi (regolati dalla 90/385/CEE)
- i medicinali e i prodotti cosmetici
- il sangue umano, organi e tessuti di origine umana o animale
- i dispositivi di protezione individuale (es: le mascherine per interventi chirurgici). Tale esclusione è stata modificata con una Circolare della Commissione, che ora permette il doppio requisito; sia ai sensi della 93/42/CEE sia della 89/686/CE come DPI.

## Sostituzione
Il 5 aprile 2017 l'Unione europea ha pubblicato il Regolamento UE 2017/745 (MDR) che sostituisce la Direttiva 93/42/CEE originariamente entro il 26 maggio 2020, ed in seguito all'emergenza COVID-19 questo termine è stato posticipato di un anno al 26 maggio 2021.